# Heteromallus tournoueri
Heteromallus tournoueri is een rechtvleugelig insect uit de familie grottensprinkhanen (Rhaphidophoridae). De wetenschappelijke naam van deze soort is voor het eerst geldig gepubliceerd in 1912 door Griffini.